# Liga Nacional de Futsal de Panamá
La Liga Nacional de Fútbol Sala de Panamá (Liga de Futsal) es la máxima categoría de fútbol sala panameño, es organizada por la Federación Panameña de Fútbol. A partir de la temporada 2021 es organizada por el Comité de Fútbol Aficionado de la FEPAFUT. Es un torneo a nivel nacional en Panamá en el que participan las equipos provinciales y clubes profesionales que componen la FEPAFUT. La liga inicio para el 21 de noviembre y se prevé que tenga una duración de 4 meses su primera edición.

## Historia
El Campeonato de fútbol sala se disputa en Panamá de forma aficionada desde hace muchos años. 

## Estructura del campeonato
El formato de competencia será con 24 clubes divididos en cuatro zonas, las cuales estarán conformadas por seis equipos cada una. 
La primera fase los equipos jugarán un partido con cada equipo de su zona. Después, será el turno de la ronda de interconferencias, en donde la Zona 1 se enfrentará a la Zona 4 y la Zona 2 a la Zona 3.
Esto dará un total de 11 juegos, de donde clasificarán los dos mejores de cada grupo a unos cuartos de final, posteriormente a una semifinal y por último a la gran final.

### Título de liga por torneo
| Año                     | Edición                 | Campeón                 | Resultados              | Subcampeón              | Clubes Participantes    |                         |
| Liga Nacional de Futsal | Liga Nacional de Futsal | Liga Nacional de Futsal | Liga Nacional de Futsal | Liga Nacional de Futsal | Liga Nacional de Futsal | Liga Nacional de Futsal |
| ----------------------- | ----------------------- | ----------------------- | ----------------------- | ----------------------- | ----------------------- | ----------------------- |
| 2021-22                 | I                       | Villa 9 SM (1)          | 7:5                     | CD Universitario (1)    | 20                      |                         |
| 2022-23                 | II                      | Bandera de ?            | :                       | Bandera de ?            | 24                      |                         |